# Diachrysia nadeja
Diachrysia nadeja là một loài bướm đêm trong họ Noctuidae.